# Dagar av ära
Dagar av ära, orig. Days of Glory, är en amerikansk film från 1944 i regi av Jacques Tourneur. I huvudrollerna ses Gregory Peck och Tamara Toumanova.
Filmen handlar om en rysk partisangrupp som kämpar mot den invaderande nazityska armén 1941.

## Rollista
| Tamara Toumanova | – Nina     |
| Gregory Peck     | – Vladimir |
| Alan Reed        | – Sasha    |
| Maria Palmer     | – Yelena   |
| Lowell Gilmore   | – Semyon   |
| Hugo Haas        | – Fedor    |
| Dena Penn        | – Olga     |
| Glen Vernon      | – Mitya    |
| Igor Dolgoruki   | – Dmitri   |
| Edward L. Durst  | – Petrov   |
| Lou Crosby       | – Staub    |